# Drosophila sadleria
Drosophila sadleria är en tvåvingeart som beskrevs av William Alanson Bryan 1938. Drosophila sadleria ingår i släktet Drosophila och familjen daggflugor.
Artens utbredningsområde är Hawaii.